# Chétiflor et ses évolutions
Chétiflor (マダツボミ, Madatsubomi, dans les versions originales en japonais) et ses deux évolutions, Boustiflor (ウツドン, Utsudon) et Empiflor (ウツボット, Utsubotto), sont trois espèces de Pokémon de première génération.
Issus de la célèbre franchise de médias créée par Satoshi Tajiri, ils apparaissent dans une collection de jeux vidéo et de cartes, dans une série d'animation, plusieurs films, et d'autres produits dérivés, ils sont imaginés par l'équipe de Game Freak et dessinés par Ken Sugimori. Leur première apparition a lieu au Japon en 1996, dans le jeu vidéo Pokémon Vert exclusivement. Ils sont tous les trois du double type plante et poison et occupent respectivement les 69e, 70e et 71e emplacements du Pokédex, l'encyclopédie fictive recensant les différentes espèces de Pokémon.

## Création
La franchise Pokémon, développée par Game Freak pour Nintendo et introduite au Japon en 1996, tourne autour du concept de capture et d'entraînement de 150 espèces de créatures appelées Pokémon, afin de les utiliser pour combattre des Pokémon sauvages et ceux d'autres dresseurs Pokémon, qu'il s'agisse de personnages non-joueurs ou d'autres joueurs humains. La puissance des Pokémon au combat est déterminée par leurs statistiques d'attaque, de défense et de vitesse et ils peuvent apprendre de nouvelles capacités en accumulant des points d'expérience ou si leur dresseur leur donne certains objets.

### Conception graphique
La conception de Chétiflor, de Boustiflor et d'Empiflor est le fait, comme pour la plupart des Pokémon, de l'équipe chargée du développement des personnages au sein du studio Game Freak. Leur apparence est finalisée par Ken Sugimori pour la première génération des jeux Pokémon, Pokémon Rouge et Pokémon Vert, sortis à l'extérieur du Japon sous les titres de Pokémon Rouge et Pokémon Bleu,.

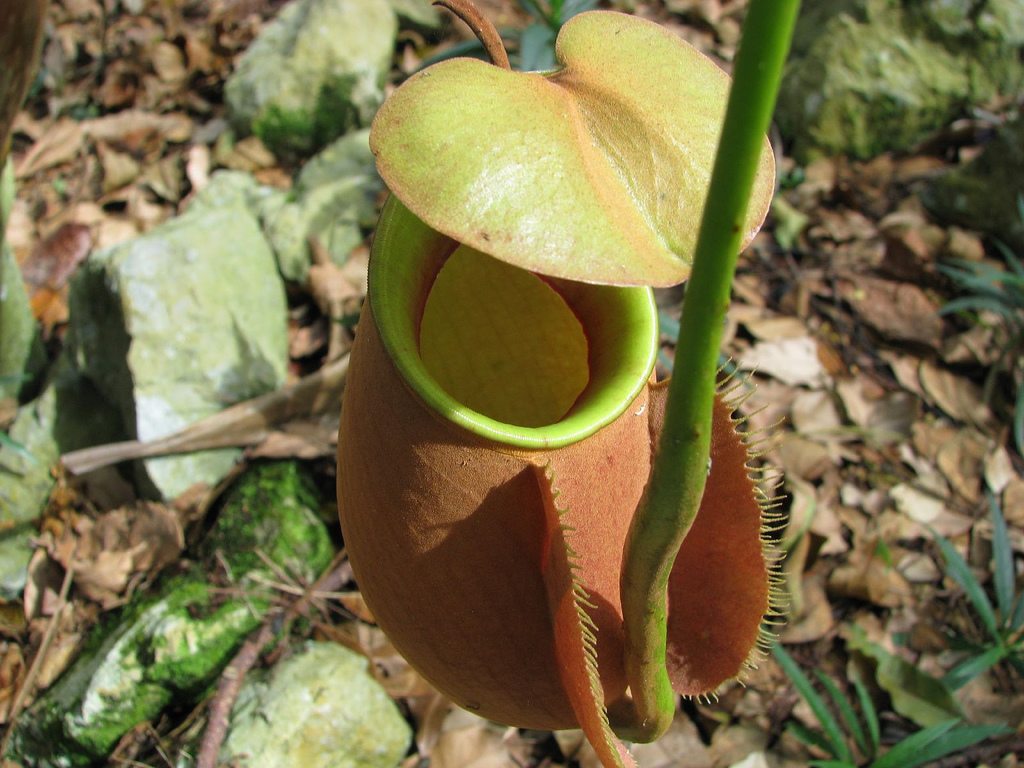
Une plante carnivore du genre Nepenthes.

Nintendo et Game Freak n'ont pas évoqué les sources d'inspiration de ces Pokémon. Néanmoins, certains fans avancent que ces trois Pokémon sont basés sur une plante carnivore. Empiflor pourrait être plus précisément basé sur le genre Nepenthes.

### Étymologie
Chétiflor, Boustiflor et Empiflor sont initialement nommés Madatsubomi (マダツボミ), Utsudon (ウツドン) et Utsubotto (ウツボット) en japonais. Ces noms sont ensuite adaptés dans trois langues lors de la parution des jeux en Occident : anglais, français et allemand ; le nom anglais est utilisé dans les autres traductions du jeu.
Nintendo choisit de donner aux Pokémon des noms « astucieux et descriptifs », liés à l'apparence ou aux pouvoirs des créatures, lors de la traduction des jeux ; il s'agit d'un moyen de rendre les personnages plus compréhensibles pour les enfants, notamment américains. Madatsubomi est renommé « Bellsprout » en anglais, « Knofensa » en allemand et « Chétiflor » en français ; Utsudon devient « Weepinbell » en anglais, « Ultrigaria » en allemand et « Boustiflor » en français et Utsubotto s'appelle « Victreebel » en anglais, « Sarzenia » en allemand et « Empiflor » en français. Selon IGN, les noms anglais sont des mots-valises : les trois noms sont composés du mot « bell » (cloche en français, mot utilisé pour les plantes ayant cette forme) et respectivement des mots « sprout » (pousse), « weeping » (pleurer) et « victory » (victoire). Les noms français, selon Pokébip, sont également des mots-valises, avec le préfixe « flore », orthographié « flor » et respectivement « chétif », « boustifaille » et « empiffrer ».

## Description
Ces trois Pokémon sont les évolutions les uns des autres : Chétiflor évolue en Boustiflor puis en Empiflor. Dans les jeux vidéo, ces évolutions surviennent en atteignant le niveau 21 et en exposant le Pokémon à une pierre plante,. Pour évoluer en Empiflor, Chétiflor est d'abord obligé d'évoluer en Boustiflor.
Comme pratiquement tous les Pokémon, ils ne peuvent pas parler : ils ont chacun un cri spécifique lors de leurs apparitions dans les jeux vidéo, et dans la série d'animation, ils sont seulement capables de communiquer verbalement en répétant les syllabes de leur nom d'espèce en utilisant différents accents, différentes tonalités, et en rajoutant du langage corporel.

### Chétiflor
Chétiflor est un Pokémon de type plante et poison. Il est la sous race du Pokémon Boustiflor. Sa flore intesnitale est semblable à celle de ses maîtres : les Brémonds, dans le jeu Pokémon Lune et Soleil. Il a été découvert par Éric lors d'une expédition en camion. Il peut être très rapide.

### Boustiflor
Boustiflor est un Pokémon de type plante et poison. Il est la forme évoluée de Chétiflor. Celui-ci peut cracher un fluide très acide sur ses adversaires. Ses membres en forme de feuille permettent à Boustiflor de trancher ses adversaires.

### Empiflor
Empiflor est un Pokémon de type plante et poison. Il est la forme évoluée de Boustiflor et la forme évoluée finale de Chétiflor

## Apparitions

### Jeux vidéo
Chétiflor, Boustiflor et Empiflor apparaissent dans la série de jeux vidéo Pokémon. D'abord en japonais, puis traduits en plusieurs autres langues, ces jeux ont été vendus à plus de 200 millions d'exemplaires à travers le monde. Ils font leur première apparition le 27 février 1996, dans les jeux japonais Pocket Monsters Aka (ポケットモンスター 赤, Poketto Monsutā Aka, Pocket Monsters Rouge) et Pocket Monsters Midori (ポケットモンスター 緑, Poketto Monsutā Midori, Pocket Monsters Vert) (remplacé dans les autres pays par la version Bleue). Néanmoins, ils sont exclusifs à Pokémon Vert (Pokémon Version Bleue en Occident). Depuis la première édition de ces jeux, Chétiflor, Boustiflor et Empiflor sont réapparus dans les versions jaune, or, argent, cristal, vert feuille, diamant, perle et platine.
Il est possible d'avoir un œuf de Chétiflor en faisant se reproduire deux Pokémon dont au moins un Chétiflor, un Boustiflor ou un Empiflor femelle. Cet œuf éclot après 5 120 pas, et un Chétiflor de niveau 5 en sort. Chétiflor, Boustiflor et Empiflor appartiennent au groupe d'œuf plante et ont pour capacité « Chlorophylle » et « Gloutonnerie ».

### Série télévisée et films
La série télévisée Pokémon ainsi que les films sont des aventures séparées de la plupart des autres versions de Pokémon et mettent en scène Sacha en tant que personnage principal. Sacha et ses compagnons voyagent à travers le monde Pokémon en combattant d'autres dresseurs Pokémon. James de la Team Rocket a un Boutiflor qui évolue en Empiflor, cependant la capture n'est pas montrée dans la série.